# 天主教卡利什教区
天主教卡利什教區（拉丁語：Dioecesis Calissiensis）是波蘭一個羅馬天主教教區。教座位於卡利什。教區屬波茲南總教區。
教宗若望保祿二世於1992年3月25日成立此教區，2011年時有747,200名教友（佔當地757,200人口中的98.7%）、282個堂區、582名司鐸、89名修士和515名修女。現任教區主教為愛德華·亞尼亞克，宗座署理為額我略·雷斯，輔理主教為路加·米羅斯瓦夫·布尊，榮休主教為斯丹尼斯勞斯·納皮耶拉瓦，榮休輔理主教為戴非洛·維爾斯基。